# Лурье, Осип Давидович
О́сип Дави́дович (Давыдович) Лурье́ (фр. Ossip Lourie, также псевдонимы Ossip-Lourie и M. Ossip-Lourie; 28 января 1868, Дубровно, Могилёвская губерния, Российская империя — 1955) — французский и российский публицист, философ

, психолог и литературовед.

## Биография
Жил и работал в России до 1892 года, когда получил французское гражданство. Печатался в «Вопросах философии и психологии», «Восходе», «Жизни и искусстве», «Revue philosophique» и других изданиях. Доктор философии Парижского университета, почётный профессор Новобрюссельского университета.
Опубликовал первую классификацию графоманий и вербоманий, исследования философских концепций Л. Н. Толстого и Г. Ибсена.
Издательство «Bibliotheque de philosophie contemporaine» выпустило собрание работ О. Лурье.

## Труды

### Избранное
- Echos de la Vie (Paris, 1894)
- La philosophie de Tolstoi (1899)
- La philosophie russe contemporaine (1902)
- La psychologie des romanciers russes au XIX siecle